# C7H14N2O4
化学式C7H14N2O4的化合物（摩尔质量：190.2 g/mol）可以指：
- 二氨基庚二酸，混合CAS号：583-93-7 
  - (S,S)-二氨基庚二酸，CAS号：14289-34-0 
  - (R,R)-二氨基庚二酸，CAS号：17121-19-6 
  - (R,S)-二氨基庚二酸（内消旋化合物），CAS号：922-54-3
- 根瘤菌毒素，CAS号：37658-95-0

|  | 这个同类索引页列出了具有相同分子式的化学物（即同分異構體）条目。 除非您是有意链接至本页，否则应将相应条目的内部链接指向正确的条目。 |